# Rolando Blackburn
Rolando Manrique Blackburn Ortega (* 9. Januar 1990 in San Joaquín) ist ein panamaischer Fußballspieler.

## Karriere

### Verein
Das Fußballspielen lernte Rolando Blackburn beim Tauro FC in Panama-Stadt. Hier unterschrieb er 2009 auch seinen ersten Vertrag. 2010 ging er nach Guatemala und schloss sich Juventud Retalteca aus Retalhuleu an. 2011 ging er wieder nach Panama und wechselte zu Chorrillo FC, wo er einen Vertrag bis 2014 unterzeichnete. Von 2012 bis 2013 wurde er an den FK Senica, einem slowakischen Verein aus Senica, ausgeliehen. 2014 wechselte er wieder nach Guatemala. Hier unterzeichnete er einen Vertrag bei Comunicaciones FC in Guatemala-Stadt. Während seines Vertrages in Guatemala wurde er zweimal ausgeliehen. 2016 erfolgte eine Ausleihe nach Costa Rica zum dort ansässigen CD Saprissa. Von Februar 2017 bis Juli 2017 wurde er nach Peru zum dortigen Sporting Cristal ausgeliehen. Nach der Leihe ging er wieder zu seinem alten Verein Chorrillo FC. 2018 wechselte er nach Bolivien. Hier erhielt er einen Vertrag bei Club The Strongest in La Paz. Von Juli 2019 bis Ende 2018 war er an den thailändischen Erstligisten Port FC ausgeliehen. Im gleichen Jahr stand er mit dem Club aus Bangkok im Finale des FA Cup, dass Port mit 1:0 gegen den Erstligisten Ratchaburi Mitr Phol aus Ratchaburi gewann. 2020 kehrte er nach der Ausleihe zu Club The Strongest zurück. Hier stand er noch bis Jahresende unter Vertrag. Nach 94 Ligaspielen, in denen er 58 Tore erzielte, wechselte er im Januar 2022 zum Ligakonkurrenten Royal Pari FC. Für den Verein aus Santa Cruz de la Sierra bestritt er elf Ligaspiele. Nach einem halben Jahr zog es ihn wieder nach Costa Rica, wo ihn der LD Alajuelense bis Anfang 2023 unter Vertrag nahm. Elfmal stand er für den Verein aus Alajuela in der ersten Liga auf dem Spielfeld. Mitte Januar 2023 nahm ihn der Club Deportivo FAS aus El Salvador unter Vertrag. Nach einem halben Jahr, in dem er 15 Ligaspiele bestritt, kehrte er im Juli 2023 in seine Heimat zurück. Hier schloss er sich dem Erstligisten Tauro FC in Panama-Stadt an.

### Nationalmannschaft
2010 lief er zweimal für die panamaische U-21-Nationalmannschaft auf. Viermal lief er 2011 für die U-23-Nationalmannschaft auf. Seit 2010 trägt er das Trikot der panamaischen Nationalelf. Bis heute stand er 51 Mal auf dem Feld und schoss dabei elf Tore. Sein Debüt gab er am 19. Dezember 2010 beim Freundschaftsspiel gegen Honduras.

## Erfolge
- Panamaischer Meister: 2012, 2014, 2018
- Guatemaltekischer Meister: 2015
- Costa-Ricanischer Meister: 2016
- Thailändischer Pokalsieger: 2019